# Mournies (Chania)
Mournies (griechisch Μουρνιές (m. pl.)) ist eine Kleinstadt des Gemeindebezirks Eleftherios Venizelos der Gemeinde Chania auf der griechischen Insel Kreta.
Mournies liegt vier Kilometer südlich von Chania, direkt an der Stadtgrenze und ist ein Vorort der Stadt Chania. Bis 2010 war Mournies der Sitz der Gemeinde von Eleftherios Venizelos. Mit der Umsetzung der Verwaltungsreform 2010 (Kallikratis-Programm) kam die Gemeinde Eleftherios Venizelos mit Mournies durch Gemeindefusion zur neuen Gemeinde Chania.
Bekannt ist der Ort als Geburtsort des griechischen Staatsmannes Eleftherios Venizelos.

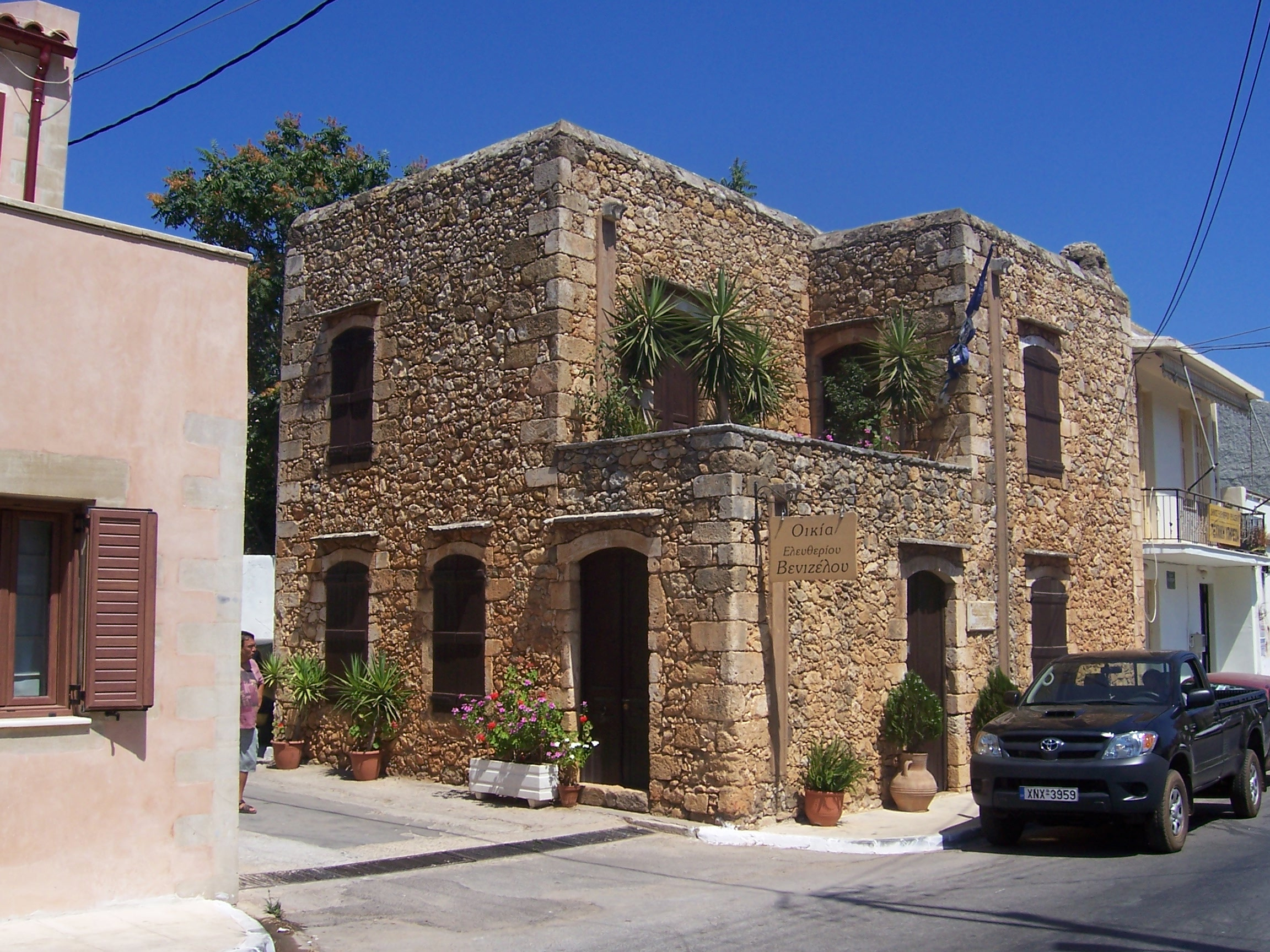
Geburtshaus von Eleftherios Venizelos
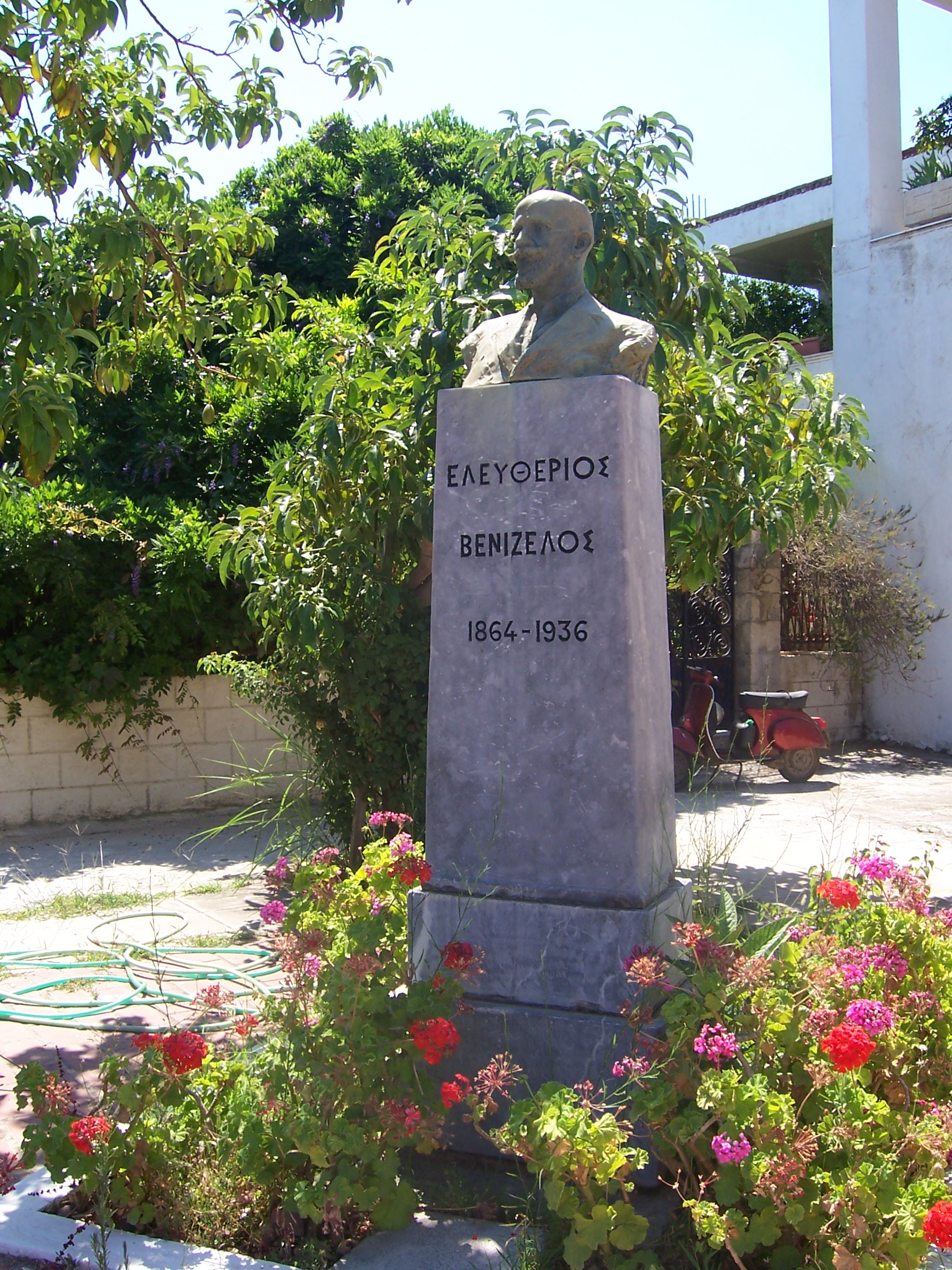
Denkmal Eleftherios Venizelos